# Komplizen Film
Die Komplizen Film GmbH ist eine Filmproduktionsgesellschaft, die sich auf Kinofilme spezialisiert hat. Der Firmensitz befindet sich in München, ein weiterer Standort kam 2006 in Berlin dazu. Zu den bekanntesten Werken des Unternehmens zählt die mit dem Europäischen Filmpreis ausgezeichnete Tragikomödie Toni Erdmann (2016).

## Firmengeschichte
1999 gründeten Maren Ade und Janine Jackowski das Unternehmen Komplizen Film. Zu dieser Zeit studierten sie gemeinsam an der Hochschule für Fernsehen und Film in München: Maren Ade in der Abteilung Film und Fernsehspiel, Janine Jackowski in der Abteilung Produktion und Medienwirtschaft.
2000 erschien die erste Produktion des Unternehmens, der unter der Regie von Maren Ade gedrehte Kurzfilm Ebene 9. Er lief auf diversen Filmfestivals, unter anderem auf den Internationalen Hofer Filmtagen, dem Max-Ophüls-Preis in Saarbrücken und dem Braunschweig International Film Festival. Er wurde 2001 mit dem Starterpreis der Stadt München ausgezeichnet. Die 2002 erschienene Dokumentation Karma Cowboy lief europaweit auf Festivals und erhielt den Prix Regards Neufs auf dem Filmfestival Visions du Réel in Nyon sowie den Bayerischen Dokumentarfilmpreis Der Junge Löwe auf dem Filmfest München.
Seit September 2010 ist Jonas Dornbach festes Produzentenmitglied bei Komplizen Film. 2015 wurde das Unternehmen mit dem Preis für herausragende Leistungen im deutschen Film der DEFA-Stiftung ausgezeichnet.
Internationale Aufmerksamkeit erregte 2016 die Komplizen-Film-Produktion Toni Erdmann, die unter anderem mit dem Europäischen Filmpreis ausgezeichnet und mit einer Oscar-Nominierung als bester fremdsprachiger Film bedacht wurde.
Beim Internationalen Filmfestival Locarno 2019 wurde das Produktionsunternehmen mit dem Ehrenleoparden ausgezeichnet, dem Premio Raimondo Rezzonico, einer der weltweit wichtigsten Ehrungen für Filmproduzenten.

## Produktionen (Auswahl)
- 2000: Ebene 9 (Kurzfilm, Regie: Maren Ade)
- 2002: Karma Cowboy (Dokumentarfilm, Regie: Sonja Heiss und Vanessa van Houten)
- 2003: Christina ohne Kaufmann (Kurzfilm, Regie: Sonja Heiss)
- 2004: Der Wald vor lauter Bäumen (Regie: Maren Ade)
- 2007: Hotel Very Welcome (Regie: Sonja Heiss)
- 2008: Du Bruit dans la Tête (Koproduktion mit Intermezzo Films, Regie: Vincent Pluss)
- 2009: Alle anderen  (Regie: Maren Ade)
- 2011: Schlafkrankheit (Regie: Ulrich Köhler)
- 2014: Lügen und andere Wahrheiten (Regie: Vanessa Jopp)
- 2015: Hedi Schneider steckt fest (Regie: Sonja Heiss)
- 2016: Toni Erdmann (Regie: Maren Ade)
- 2023: Wann wird es endlich wieder so, wie es nie war (Regie: Sonja Heiss)

## Auszeichnungen (Auswahl)
- 2019: Locarno Festival – Raimondo-Rezzonico-Preis[4][5]

Der Wald vor lauter Bäumen
- Nominiert für den Deutschen Filmpreis 2005, Bester Film
- Special Jury Award beim Sundance Film Festival 2005
- Bester Film und Beste Hauptdarstellerin beim Newport International Film Festival 2005
- Bester Film beim Cine Jove Valencia Film Festival 2005
- Grand Prize als bester Film beim IndieLisboa – International Independent Film Festival 2005
- Beste Hauptdarstellerin für Eva Löbau beim Buenos Aires Independent Film Festival 2005
- Medienpreis Babelsberg, Bester Film, 2004

Hotel Very Welcome
- Special Mention – Prix Dialogue en Perspective Berlinale
- Prix Cinédécouvertes beim Brussels European Film Festival
- Best Feature Newcomer Award beim Birds Eye View Film Festival in London
- Zuschauerpreis und besondere Auszeichnung der Jury beim Filmfestival Ludwigshafen
- Starpreis vom Fünf Seen Festival

Alle anderen
- Silberner Bär – Großer Preis der Jury, Internationale Filmfestspiele Berlin 2009
- Silberner Bär – beste Darstellerin Birgit Minichmayr, Internationale Filmfestspiele Berlin 2009
- Femina-Filmpreis für das beste Szenenbild, Internationale Filmfestspiele Berlin 2009
- Filmstiftung NRW Schnitt Preis Spielfilm 2009 an Heike Parplies
- Nominierungen für den Deutschen Filmpreis 2010 in den Kategorien Programmfüllende Spielfilme, Beste Regie (Maren Ade) und Beste darstellerische Leistung – weibliche Hauptrolle (Birgit Minichmayr)

Schlafkrankheit
- 2011: Preis für die beste Regie (Silberner Bär) der Internationalen Filmfestspiele Berlin
- 2011: Filmkunstpreis des Festivals des deutschen Films

Hedi Schneider steckt fest
- Preis der deutschen Filmkritik 2016: Beste Darstellerin (Laura Tonke)[6]
- Deutsche Film- und Medienbewertung (FBW): Prädikat „besonders wertvoll“[7]
- Hessischer Film- und Kinopreis 2014: Bester Spielfilm[8]

Toni Erdmann
- Europäischer Filmpreis 2016: Bester Film, Beste Regie, Bestes Drehbuch, Beste Darsteller (Sandra Hüller und Peter Simonischek)
- FIPRESCI-Preis beim Filmfestival von Cannes 2016[9]
- Brussels Film Festival 2016: Golden Iris Award für den besten Film, Best Screenplay Award (Drehbuchpreis), RTBF TV Prize of Best Film[10]
- LUX-Filmpreis 2016[11]
- Grand Prix 2016 der FIPRESCI als bester Film des Jahres[12]
- Bayerischer Filmpreis 2016: Beste Regie (Maren Ade, geteilt mit vier weiteren Regisseurinnen), Beste Darstellerin (Sandra Hüller)
- Gilde-Filmpreis 2016, bester Film national
- New York Film Critics Circle Award 2016 als bester fremdsprachiger Film[13]
- Filmpreis NRW für den besten Spielfilm beim Film Festival Cologne 2016
- Hauptpreis Louve d’Or und Preis für den besten Schauspieler (Peter Simonischek) beim Festival du Nouveau Cinema (FNC) in Montreal (2016)[14]
- Atlanta Film Critics Society Awards 2016: Bester fremdsprachiger Film
- Preis der deutschen Filmkritik 2016 in den Kategorien Bester Spielfilm, Bestes Drehbuch und Bester Schnitt
- National Society of Film Critics 2017: Bester fremdsprachiger Film
- Ernst-Lubitsch-Preis 2017: Peter Simonischek
- Österreichischer Filmpreis 2017: Beste männliche Hauptrolle (Peter Simonischek)
- Independent Spirit Award 2017: Bester internationaler Film
- Romyverleihung 2017: Bester Kinofilm
- Deutscher Filmpreis 2017: Bester Spielfilm (Lola in Gold), Bester Hauptdarsteller, Beste Hauptdarstellerin, Bester Schnitt, Bestes Drehbuch, Beste Regie
- Schnitt-Preis 2017 in der Kategorie Spielfilm (Heike Parplies)[15]
- Nominierung als bester fremdsprachiger bzw. ausländischer Film bei der Oscarverleihung 2017, Critics’ Choice Movie Award, den Golden Globe Awards, dem César 2017 und den British Academy Film Awards 2017

Wann wird es endlich wieder so, wie es nie war
- Günter-Rohrbach-Filmpreis 2023: Darstellerpreis (Laura Tonke), Preis des Oberbürgermeisters (Sonja Heiss)[16]